# Svenkerud Station
Svenkerud Station (Svenkerud stoppested) var en jernbanestation på Bergensbanen, der lå ved bebyggelsen Svenkerud i Nes kommune i Norge.
Stationen åbnede som holdeplads 15. april 1914. Den blev gjort ubemandet 1. august 1953. Betjeningen med persontog ophørte 23. maj 1982, men der kunne stadig ekspederes vognladningsgods indtil 3. juni 1984, hvor stationen blev reduceret til læssespor. Den er nu nedlagt, men der er stadig en blokpost på stedet.
Den provisoriske jernbanestrækning over Falkenhorst Brücke, der var i brug i 1940-1941, grenede fra ved Svenkerud. Forløbet er fortsat synligt i området.